# Alexandre Pharamond
Alexandre Emmanuel Pharamond (Parigi, 20 ottobre 1876 – Neuilly-sur-Seine, 4 maggio 1953) è stato un rugbista a 15 francese.

## Biografia
Partecipò alle Olimpiadi di Parigi del 1900 conquistando una medaglia d'oro nel rugby a 15 con la Union des Sociétés Français de Sports Athletiques, squadra rappresentante la Francia.
Nella sua carriera rugbista giocò per il Racing Club e per lo Stade français. Vinse in tutto tre campionati francesi.

## Palmarès
- Oro olimpico: 1

1900
- Campionati francesi: 3

Racing Club: 1899-1900
Stade français: 1900-1901, 1902-1903